# Leptochelia tanykeraia
Leptochelia tanykeraia is een naaldkreeftjessoort uit de familie van de Leptocheliidae. De wetenschappelijke naam van de soort is voor het eerst geldig gepubliceerd in 2009 door Bamber.